# ルドルフ・アンダーソン
ルドルフ・アンダーソン・ジュニア (Rudolf Anderson, Jr., 1927年9月15日 – 1962年10月27日) はアメリカ空軍軍人で、空軍十字章の最初の受章者である。キューバ危機の際、偵察任務中に撃墜され死亡した。同危機でのアメリカ側唯一の犠牲者である。

## 概要
アンダーソン少佐は、サウスカロライナ州グリーンビルに生まれた。彼は第19団のイーグルスカウトを獲得し、1948年にクレムソン大学を卒業した。
1962年11月6日、彼の遺体はグリーンビルのWoodlawn Memorial Parkに埋葬された。
アンダーソン少佐の記念碑はグリーンビルのクリーブランド公園内にあり、彼が朝鮮戦争で搭乗したF-86が設置されている。これは記念碑が建てられた1960年代に、余剰のU-2がなかったためである。毎年、彼の功績を称え追悼式が開かれる。

## キューバ危機
U-2によるキューバ上空飛行任務は、当初はCIAによって行われ、1962年10月14日にアメリカ空軍に引き継がれた。10月15日、CIAの分析によって、偵察撮影した写真のなかにSS-4中距離弾道ミサイルが発見された。これら一連の写真がキューバ危機の発端となった。
10月27日、アンダーソン少佐はU-2に搭乗し、フロリダ州オーランドのマッコイ空軍基地を離陸した。その後、彼の搭乗機はソ連がキューバに供給したS-75ドヴィナ地対空ミサイルによってキューバのバネス近くで撃墜された。1962年10月28日0200時のCIAの書類によると、「バネス上空でのU-2の損失はおそらく、バネス設置のSA-2による迎撃、またはパイロットの低酸素症が原因であり、現在の情報によると前者だと思われる」と記載されている。アンダーソン少佐は、撃墜時の爆発の破片で与圧服に穴が開き、高空での減圧が原因で死亡した。10月31日、ウ・タント国連事務総長代理がフィデル・カストロ首相を訪問からの帰任の際、アンダーソン少佐の死亡を発表した。
ケネディ大統領によって、アンダーソン少佐は死後、空軍十字章および、空軍殊勲章、パープルハート章、Cheney Awardを授与された。
アンダーソン少佐はキューバ危機での唯一の戦闘による犠牲者だが、1962年9月27日から11月11日にかけて、第55戦略偵察部隊のB-47の3つの偵察部隊の11人が墜落によって死亡している。
アンダーソン少佐が搭乗したU-2の残骸がキューバのハバナにある2つの記念館で見ることができる。エンジン、尾翼の一部がMuseum of the Revolutionに、右翼、尾翼の一部、前輪がMuseo del Aireに展示されている。エンジンのエアインテークのひとつはヒロンにあるPlaya Giron Museumで見ることができる。
キューバ上空のU-2撃墜は映画『13デイズ』に登場する。チャールズ・エステンがアンダーソン役を演じている。